# Saarijärvi (sjö i S:t Michel, Södra Savolax, 61,77 N, 27,35 Ö)
Saarijärvi är en sjö i kommunen S:t Michel i landskapet Södra Savolax i Finland. Arean är 40 hektar och strandlinjen är 4,16 kilometer lång. Sjön  ingår i Vuoksens huvudavrinningsområde.   Den ligger nära S:t Michel och omkring 220 kilometer nordöst om Helsingfors. 